# روبرت كلوتز
روبرت كلوتز هو سياسي أمريكي، ولد في 27 أكتوبر 1819 في مقاطعة كربون في الولايات المتحدة، وتوفي في 1 مايو 1895 في جيم ثورب (بنسيلفانيا) في الولايات المتحدة. نشط حزبياً في الحزب الديمقراطي. وقد انتخب عضو مجلس نواب بنسيلفانيا ‏ وانتخب عضو مجلس النواب الأمريكي.